# Goðaborg (bergstopp i Island, lat 64,54, long -15,45)
Goðaborg är en bergstopp i republiken Island. Den ligger i regionen Austurland, 300 km öster om huvudstaden Reykjavík. Toppen på Goðaborg är 1 425 meter över havet.
Trakten runt Goðaborg är nära nog obefolkad, med mindre än två invånare per kvadratkilometer. Det finns inga samhällen i närheten. Trakten runt Goðaborg består i huvudsak av gräsmarker.